# Burgo de Osma Cathedral

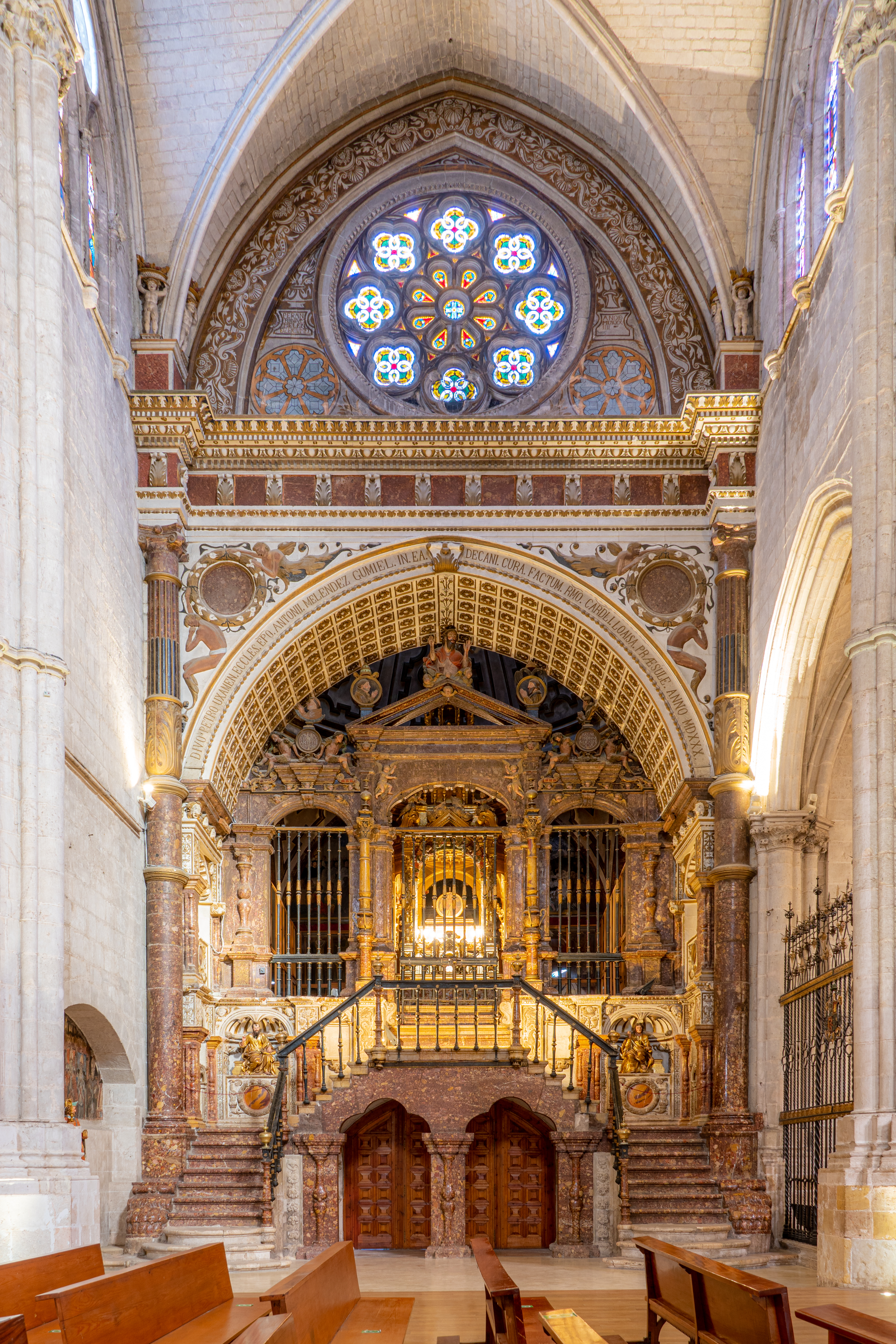
Capela de San Pedro de Osma

A Catedral da Assunção de Maria é uma catedral católica romana está localizada em  El Burgo de Osma-Ciudad de Osma e é a catedral da diocese de Osma-Sória. Foi construída no estilo arquitetónico gótico cuja área era anteriormente ocupada por uma igreja românica. É um dos edifícios medievais mais bem preservados do país, e considerado um dos melhores exemplos da arquitetura gótica do século XIII na Espanha. A construção da igreja começou em 1232 e foi concluída em 1784. O claustro é de 1512. A torre é de 1739.

## Galeria

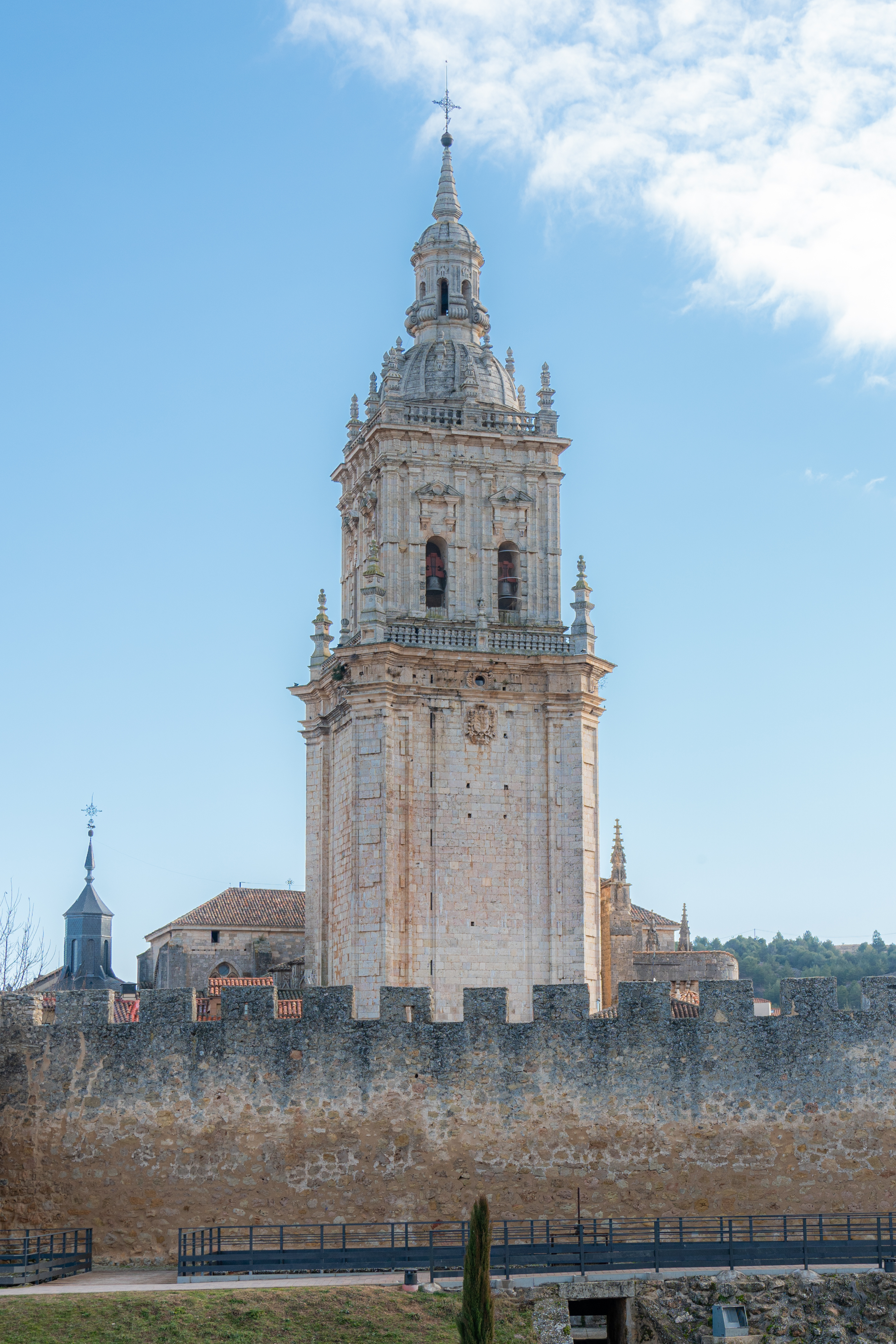
Torre sineira e muralhas da cidade
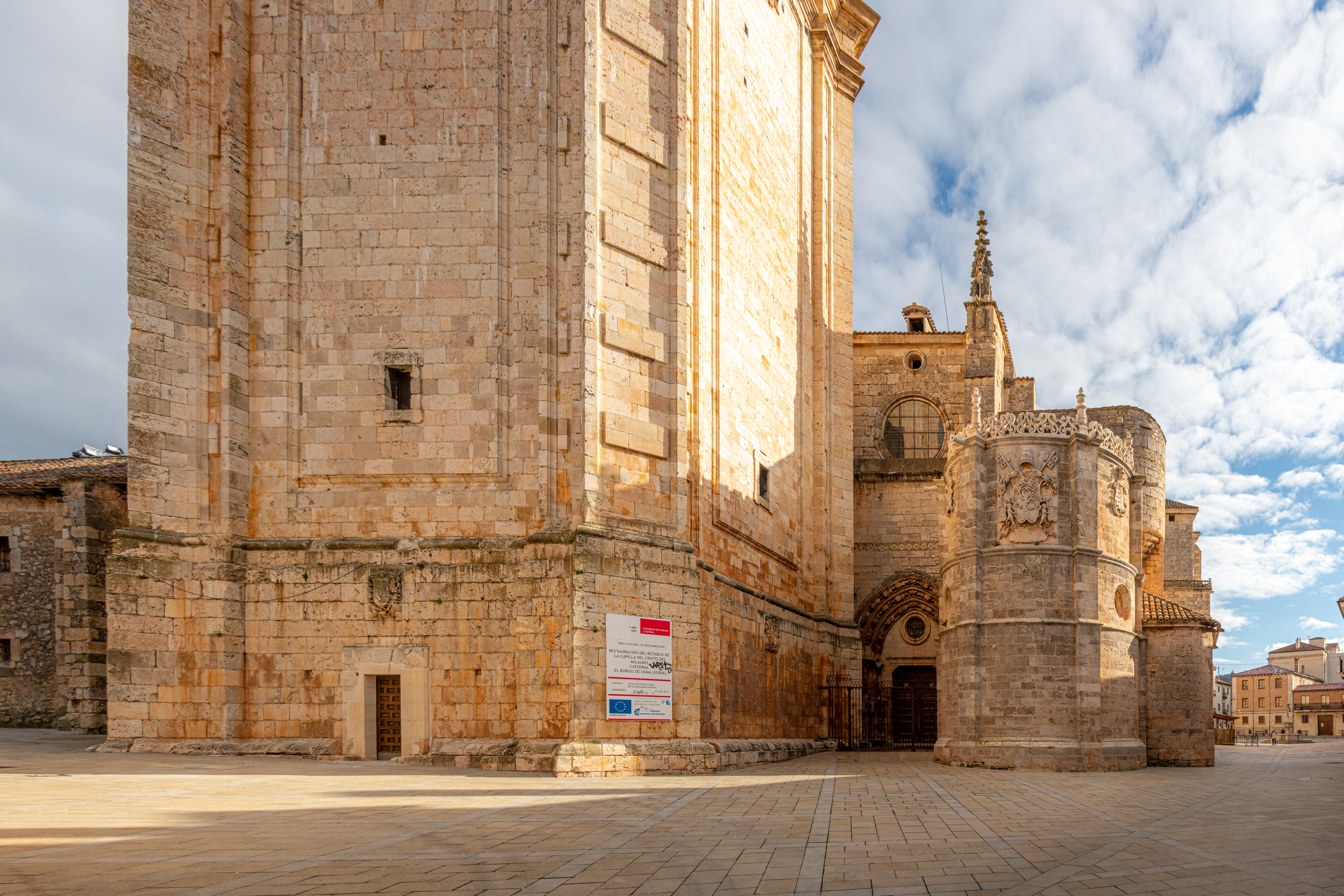
Pórtico oeste
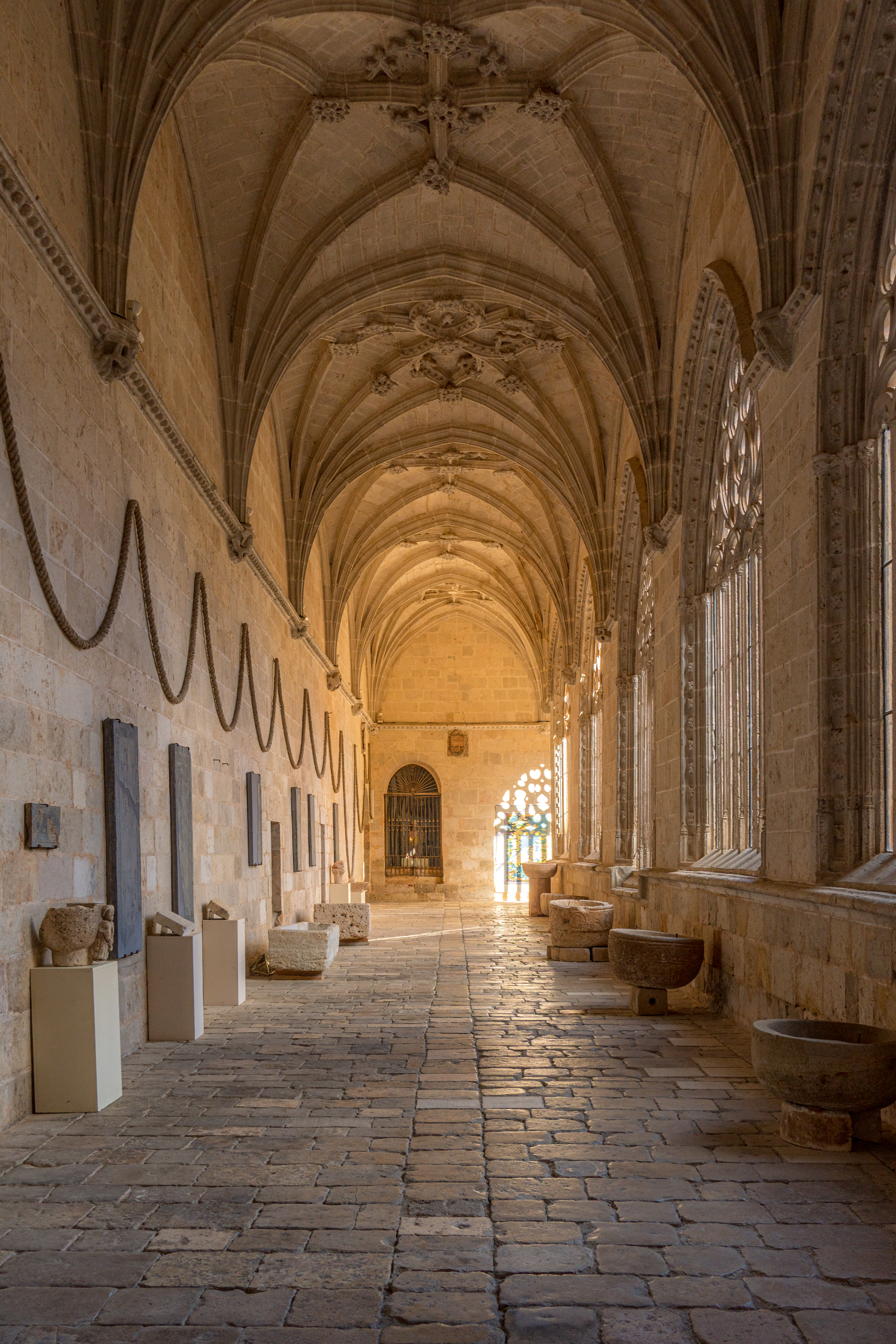
Galeria do claustro
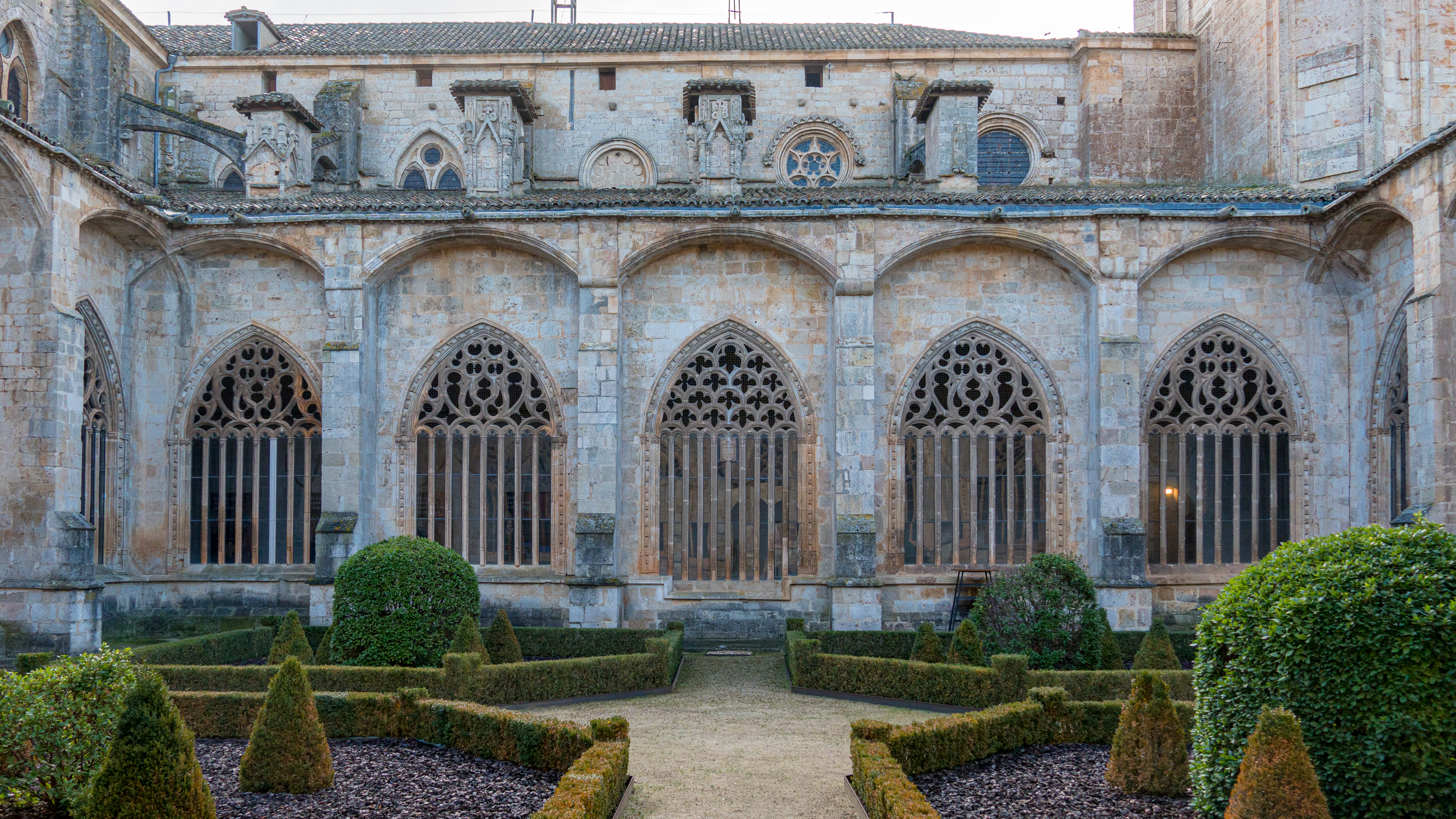
Claustro
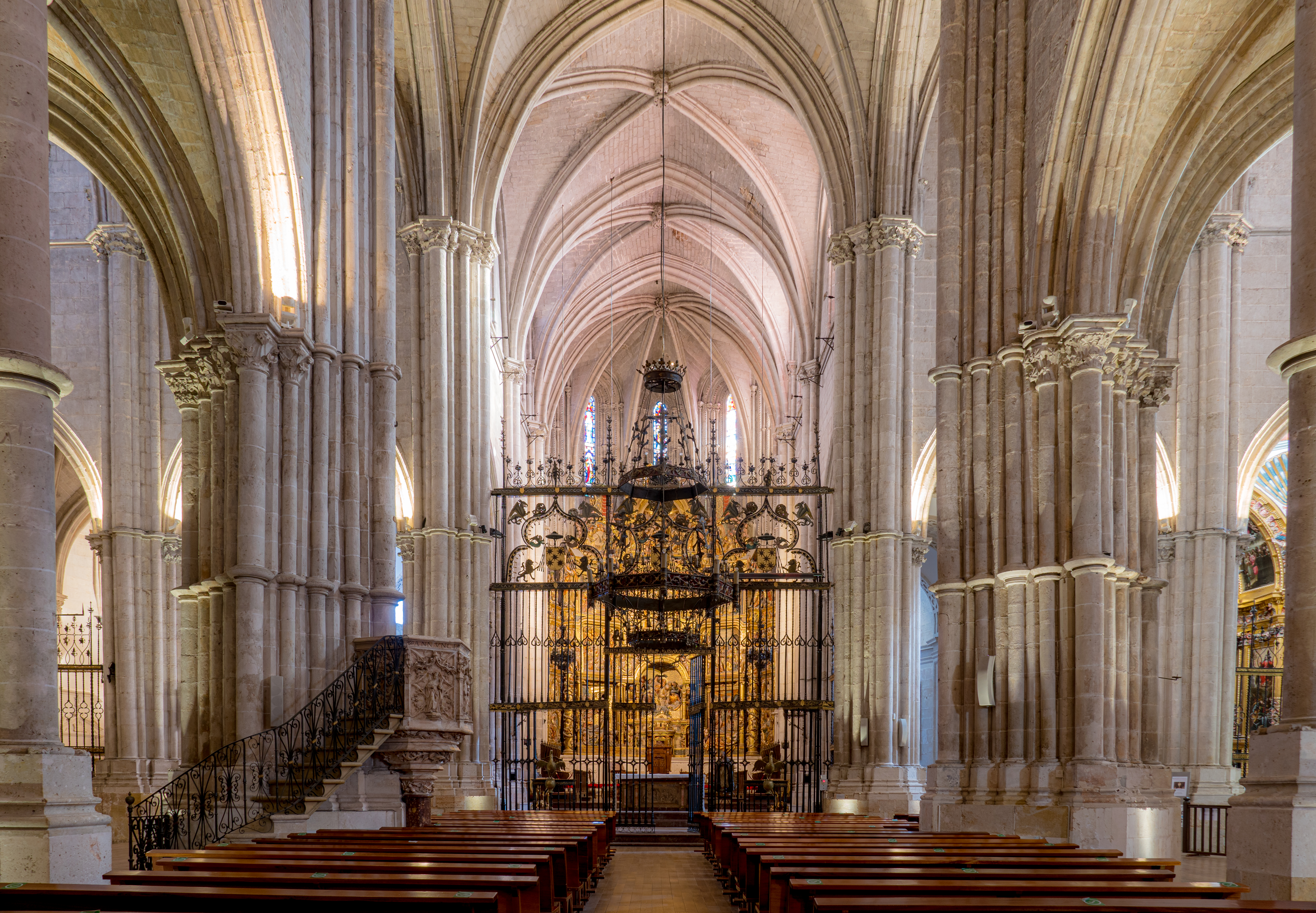
Interior
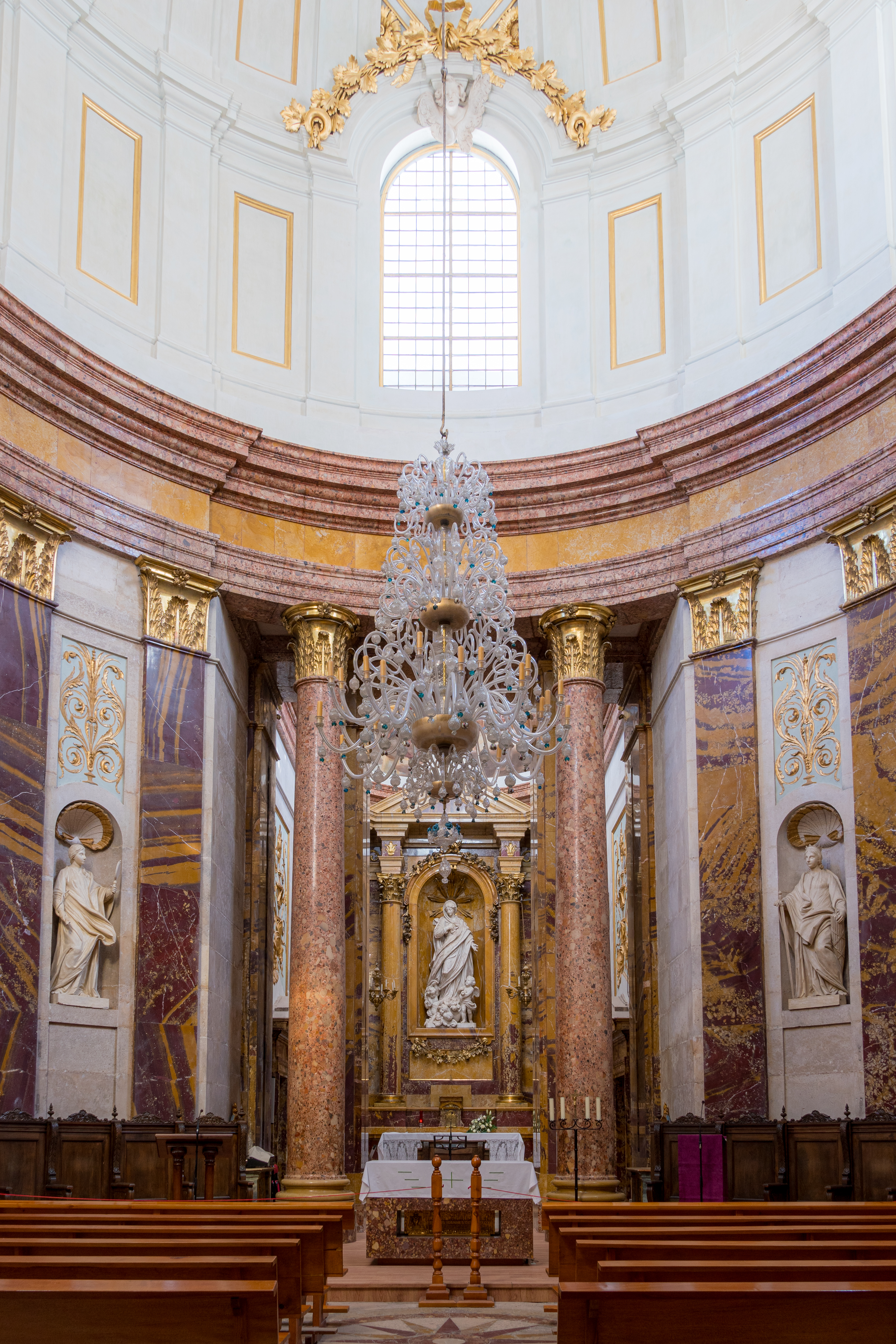
Capela de Juan de Palafox e Mendoza
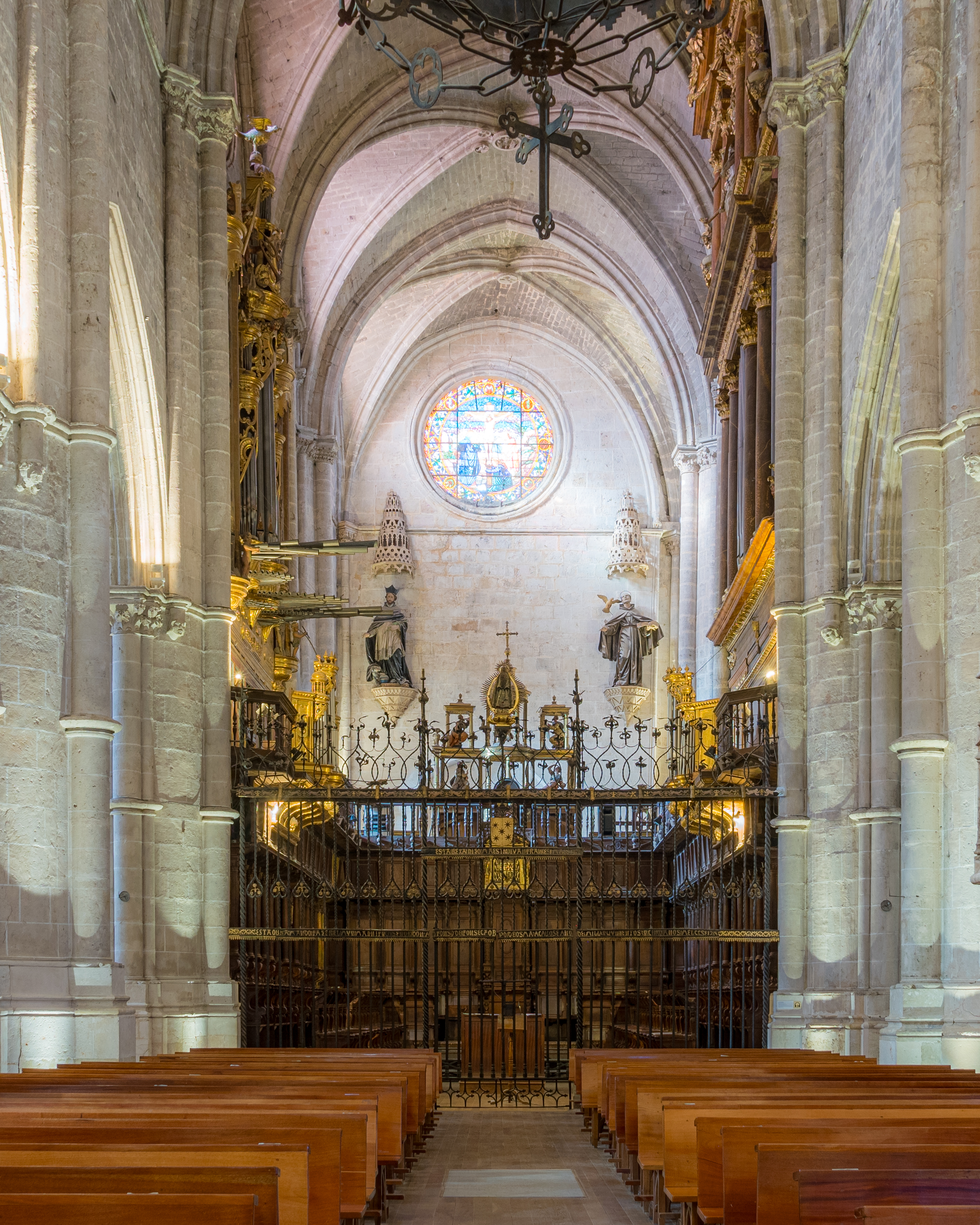
Coro
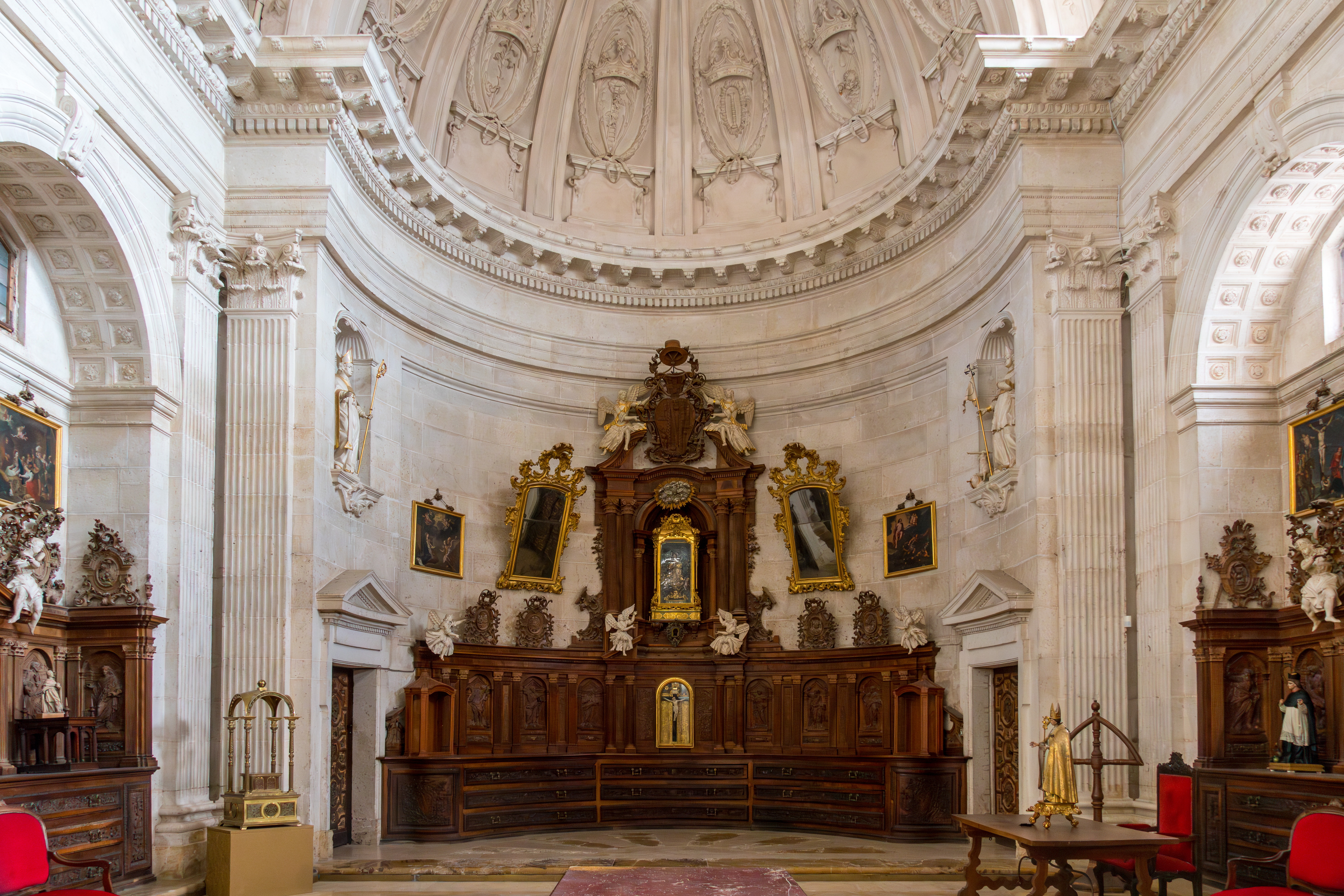
Sacristia